# Nạn đói ở Kazakhstan 1919–22
Nạn đói ở Kazakhstan  cũng được gọi là Nạn đói Turkestan 1919-1922, là một giai đoạn nhiều người chết đói và nạn hạn hán đã diễn ra trong 
Cộng hòa Xô viết Tự tri Kirghizia (ngày nay Kazakhstan) và Cộng hòa Xô viết Tự trị Turkestan là kết quả của chính sách chiến tranh, trong đó 400.000 đến 750.000 nông dân đã chết. Sự kiện này là một phần của nạn đói lớn hơn của Nga từ 1921–22 đã ảnh hưởng đến các phần khác của Liên Xô, trong đó có tới 5.000.000 người chết.

## Bối cảnh
Nạn đói này là do các điều kiện hạn hán liên tục khắc nghiệt, trầm trọng hơn bởi Nội chiến Nga và chính sách của Prodrazvyorstka được chính phủ Liên Xô thông qua.

## Diễn biến nạn đói
Đến năm 1919, khoảng một nửa dân số bị đói. Dịch bệnh sốt rét và sốt rét cũng lan rộng. Tỷ lệ thiệt hại lớn nhất của dân số Kazakhstan là ở các tỉnh Aktyubinsk, Akmola, Kustanai và Ural. Theo ước tính của các nhà nhân khẩu học, khoảng 19% dân số đã chết, tương đương với 400.000 người. Tuy nhiên, Turar Ryskulov, chủ tịch Ủy ban bầu cử trung ương của Cộng hòa Xã hội chủ nghĩa Xô viết Tự trị Turkestan, ước tính rằng "khoảng một phần ba dân số phải chết", tương đương với 750.000 người.

## Cứu trợ
Chính phủ mời các tổ chức quốc tế, chẳng hạn như nhân viên cứu trợ quốc tế để cung cấp cứu trợ và chính phủ Mỹ cung cấp viện trợ cho đói Người Kazakhstan 1920-1923 thông qua việc quản lý cứu trợ Mỹ. 1923 và 1924 đã trở thành điểm trong sự phục hồi của nền kinh tế quốc gia và giai đoạn khó khăn nhất của nạn đói kết thúc vào năm 1922. Tuy nhiên, tình trạng thiếu đói, đói và bệnh vẫn tiếp diễn trong suốt năm 1923 và vào năm 1924.